# HMS Galatea (1810)
Pour les autres navires du même nom, voir HMS Galatea.
La frégate HMS Galatea est un navire de cinquième rang de la classe Apollo appartenant à la Royal Navy. La frégate fut construite au Deptford Dockyard à Londres et lancée le 31 août 1810. En 1811, elle participe à la bataille de Tamatave qui confirme la domination Britannique sur les mers à l’est du cap de Bonne-Espérance pour le restant des guerres napoléoniennes. Elle sera détruite en 1849.

## Guerres napoléoniennes
La Galatea est commissionnée en septembre 1810 sous le commandement du capitaine Woodley Losack qui demeure à ce poste jusqu’en 1815. Il navigue vers le cap de Bonne-Espérance le 31 décembre 1810.
Le 6 mai 1811, une escadre française sous la direction du commodore François Roquebert, qui fait voile à bord de son vaisseau amiral, la Renommée, s’approche de Grand Port. Le commodore ne réalise toutefois pas que l’Ile-de-France (désormais l’île Maurice), est tombée sous la domination britannique. L’escadre parvient à échapper à une force équivalente britannique qui est sous le commandement du capitaine Charles Marsh Schomberg. Ce dernier se trouve alors à bord de l'Astraea.
Entre le 7 et le 9 mai, les frégates Galatea et Phoebe – commandée par James Hyllyar – ainsi que le brick-sloop Racehorse aperçoivent les 40 canons Renommée, Clorinde et Néréide au large de l'île tandis que l'Astraea se trouve à Port Louis.

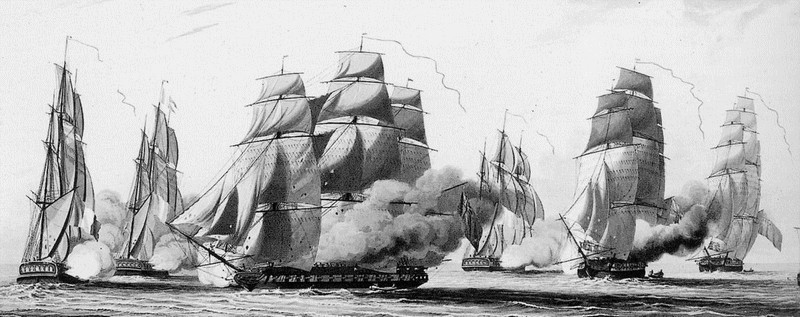
La bataille de Tamatave (20 mai 1811).

Le 14 mai, l'Astraea, la Phoebe, la Galatea, et le Racehorse font voile de Port Louis vers Toamasina (Madagascar). Ils y arrivent le 20 du mois. L'escadre britannique donne alors la chasse à l'escadre française. S'ensuivit la bataille de Tamatave durant laquelle la Renommée, accompagnée de la Clorinde, font feu sur la Galatea qui comptabilise 16 morts et 46 blessés – soit le plus grand nombre de pertes de l'escadre,. En 1847, l'Amirauté autorisera par ailleurs de récompenser tout marin ayant participé à l'engagement et le demandant de recevoir la Naval General Service Medal avec agrafe Off Tamatave 20 May 1811.
Les Britanniques remportent la victoire et capturent la Renommée. Roquebert a sacrifié son navire amiral et sa vie pour permettre aux frégates Clorinde et Néréide, cette dernière étant gravement endommagée, de prendre la fuite. Cinq jours plus tard, l'escadre de Schomberg retrouve la Néréide à Tamatave. Les Britanniques parviennent à persuader le chef de la ville de se rendre avec la frégate sans qu'une seule balle ne soit tirée.
La Néréide est renommée Madagascar tandis que la Renommée devient Java. Cette bataille constitue le dernier engagement de la campagne de l'ile Maurice.
Par la suite, la Galatea sert d'escorte à des convois.
La frégate participe à la guerre de 1812. Le 31 octobre 1812, elle échappe au President et à la Congress. La Galatea navigue avec le Spitfire lorsqu'ils recapturent le brick Fermina le 18 avril 1813. Le 1er juin 1813, elle navigue pour Lisbonne.

## Fin de carrière
En octobre 1815, la Galatea quitte Portsmouth. Elle gagne Deptford où, de fin 1819 à février 1826, elle subit des réparations et une remise à niveau pour 36,187 ₤.

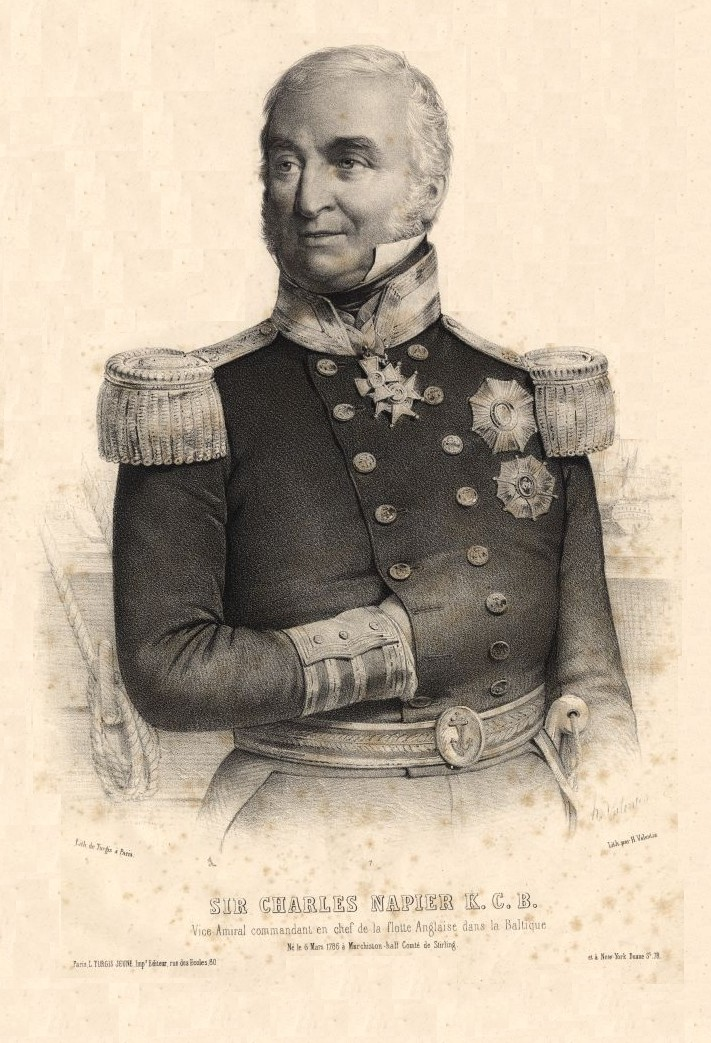
Sir Charles Napier (1854).

En août 1825, le capitaine Charles Sullivan met à nouveau la Galatea en service. Il dirige la frégate jusqu'aux côtes du Portugal et de l'Amérique du Sud jusqu'en 1829. Du 8 janvier 1829 au 28 janvier 1832, son commandant est Charles Napier qui la décrit dans une lettre envoyée peu après sa prise de commandement, comme le « navire qui a la pire réputation de la Marine »,.
Entre janvier et mai 1829, Napier équipe la frégate d'un système expérimental de son invention qui vise à améliorer les performances du navire, arrivant même jusqu'à lui faire gagner 3 nœuds (5,6 km/h) dans des conditions idéales. Elle parvient, grâce à ce système, à remorquer seule le navire de ligne Caledonia le 12 septembre 1831. Entre décembre 1829 et février 1830, elle subit des réparations pour 12,595 ₤.
Elle réalise deux voyages jusqu'aux îles Caraïbes, ralliant la Jamaïque, La Havane, Cuba et Tampico. Entre août et octobre 1830, elle est envoyée à Lisbonne à la demande du gouvernement britannique qui demande la restitution d'un navire marchand capturé par le gouvernement de l'usurpateur Michel Ier de Portugal.
En mai-juin 1831, elle protège les intérêts britanniques dans les Açores lorsque les forces de Pierre II du Brésil lancent une opération de reconquête de ces îles pour le compte de la reine véritable, Marie II de Portugal.
Napier est remplacé au commandement de la Galatea en 1832 et succède à George Sartorius comme commandant de la marine de Pierre II.

## Destruction
Entre août et septembre 1836, la Galatea est à quai à Plymouth. Elle sert à accueillir les nouveaux marins qui sont en attente d'une affectation ainsi que comme dépôt de charbon pour la Jamaïque. Elle y est déplacé en 1840.
Par ordre de l'Amirauté du 24 septembre 1849, elle est détruite la même année.